# Филип Ернст (Хоенлое-Лангенбург)
Филип Ернст фон Хоенлое-Лангенбург (на немски: Philipp Ernst von Hohenlohe-Langenburg; * 11 август 1584 в Лангенбург; † 29 януари 1628 във Вайкерсхайм) е граф на Хоенлое-Лангенбург (1610 – 1628).
Той е четвъртият син на граф Волфганг фон Хоенлое-Вайкерсхайм (1546 – 1610) и съпругата му графиня Магдалена фон Насау-Диленбург (1547 – 1633), дъщеря на граф Вилхелм I Богатия фон Насау-Диленбург (1487 – 1559) и втората му съпруга графиня Юлиана фон Щолберг (1506 – 1580). По баща е внук на граф Лудвиг Казимир фон Хоенлое-Валденбург-Нойенщайн (1517 – 1568) и графиня Анна фон Золмс-Лаубах-Лих (1522 – 1594).
След военната му служба в Нидерландия Филип Ернст наследява от чичо му граф Филип фон Хоенлое-Нойенщайн (1550 – 1606) нидерландското господство Лисфелд. След смъртта на баща му той получава през 1610 г., след подялбата на страната, господството Лангенбург, където веднага започва да строи дворец Лангенбург. Напуска войската като полковник на Генералните щати на Нидерландия. Брат е на Георг Фридрих фон Хоенлое-Вайкерсхайм-Глайхен (1569 – 1645), Крафт VII фон Хоенлое-Нойуенщайн-Вайкерсхайм (1582 – 1641).
Той умира на 44 години от „камъни“ във Вайкерсхайм и е погребан със съпругата му в градската църква на Лангенбург.

## Фамилия
Филип Ернст се жени на (15) 26 януари 1609 г. в Зоненвалде за графиня Анна Мария фон Золмс-Зоненвалде (* 14 януари 1585; † 20 ноември 1634), голямата дъщеря на граф Ото фон Золмс-Зоневалде-Поух (1550 – 1612) и съпругата му графиня Анна Амалия фон Насау-Вайлбург (1560 – 1634), дъщеря на граф Албрехт фон Насау-Вайлбург-Отвайлер (1537 – 1593) и Анна фон Насау-Диленбург (1541 – 1616). Те имат децата:
- Волфганг Ото (1611 – 1632)
- Филип Ернст (*/† 1612)
- Лудвиг Крафт (1613 – 1632)
- Филип Мориц (1614 – 1635)
- Георг Фридрих (1615 – 1616)
- Анна Магдалена (1617 – 1671), омъжена 1649 г. в Лангенбург за бургграф Георг Лудвиг фон Кирхберг (1626 – 1686)
- Доротея София (1618)
- Йоахим Албрехт (1619 – 1675), граф на Хоенлое-Кирхберг
- Ева Кристина (1621 – 1681), омъжена на 24 юни 1646 г. във Валденбург за граф Волфганг Фридрих фон Хоенлое-Валденбург (1617 – 1658)
- Мария Юлиана (1623 – 1695), омъжена

1. на 14 ноември 1647 г. във Валденбург за граф Йохан Вилхелм Шенк фон Лимпург-Гайлдорф-Шмиделфелд (1607 – 1655);
2. на 22 ноември 1663 г. в Шмиделфелд за граф Франц фон Лимпург-Шпекфелд (1637 – 1673)

- Хайнрих Фридрих фон Хоенлое-Лангенбург (1625 – 1699), граф на Хоенлое-Лангенбург (1628 – 1699), женен

1. на 25 февруари 1652 г. за графиня Елеанора Магдалена фон Хоенлое-Вайкерсхайм (1635 – 1657);
2. на 5 юли 1658 г. за графиня Юлиана Доротея фон Кастел-Ремлинген (1640 – 1706)